# Wolf von Bredow
Wolf Dietrich Otto von Bredow (* 1. Mai 1834 auf Gut Senzke, Landkreis Westhavelland, Brandenburg; † 18. März 1920 ebenda) war Gutsbesitzer und preußischer Politiker.

## Familie
Wolf von Bredow war der Sohn des Gutsbesitzers Karl von Bredow (1795–1864) und dessen Ehefrau Adelheid von Quast (1811–1839). Er heiratete am 31. Oktober 1863 auf Gut Pessin (Landkreis Westhavelland) Pauline Ernestine Elisabeth von Knoblauch (* 12. April 1843 auf Gut Pessin; † 18. Dezember 1904 auf Gut Senzke), die Tochter des königlich preußischen Rittmeisters und Gutsbesitzers Wilhelm von Knoblauch, Gutsherr auf Pessin, und der Pauline von Bardeleben. Pauline von Knoblauch war Namenspatronin des Ortes Paulinaue.
Das Paar hatte folgende Kinder:
- Lippold (1869–1924), auf Senzke, ⚭ 1900 Charlotte von Jagow-Calberwisch (* 1872), Nachfahren
- Adelheid (1875–1952), nicht vermählt
- Albrecht (1877–1945), Major, ⚭ 1911 Erdmuthe Gräfin Finck von Finckenstein (1887–1968), Tochter von Günther Reichsgraf Finck von Finckenstein (1852–1923); Nachfahren
- Ursula (* 1884) ⚭ 1907 Hans von Schütz (1878–1928), Major

## Leben
Bredow war königlich preußischer Premierleutnant a. D. und Gutsherr auf Senzke und Haage (heute Ortsteile von Mühlenberge) sowie Pessin. Er war Ehrenritter des Johanniterordens und gehörte von 1878 bis 1881 als Mitglied der konservativen Fraktion dem Deutschen Reichstag an, von 1887 bis 1891 dem Preußischen Abgeordnetenhaus sowie von 1891 bis 1918 dem Preußischen Herrenhauses.
Bredow ließ im Jahr 1874 auf Gut Senzke von einem unbekannten Architekten ein neues Herrenhaus im neoklassizistischen Stil mit einem sechseckigen Treppenturm errichten, der von einer welschen Haube gedeckt war. Das Dach dieses Turms wurde 1947, nach der Enteignung der Familie, auf Weisung des damaligen brandenburgischen Innenministers Bernhard Bechler (SED) abgerissen. Dessen Ziel war es, allen Gutsanlagen ihren Herrschaftscharakter zu nehmen, was u. a. durch Abriss der zum Haus gehörenden Türme erreicht werden sollte.